# Ari Sandel
Ari D. Sandel (* 5. September 1974 in Los Angeles County, Kalifornien) ist ein US-amerikanischer Regisseur mit israelischen Wurzeln. Mit West Bank Story gewann er im Jahr 2007 den Oscar in der Kategorie Bester Kurzfilm.

## Leben
Aufgewachsen in Calabasas (Kalifornien), studierte Ari Sandel an der University of Arizona in Tucson, wo er ein Diplom in Media Arts erwarb. Zusätzlich erlangte er ein Diplom in Middle East Studies.
Ari Sandel führte Regie bei der Dokumentation Wild West Comedy Show: 30 Days & 30 Nights – Hollywood to the Heartland (2006), in der u. a. Vince Vaughn mitspielte. Premiere hatte der Kurzfilm beim Toronto International Film Festival. 2015 inszeniert er mit der Jugendkomödie DUFF – Hast du keine, bist du eine seinen ersten Langspielfilm. Es folgten 2018 mit When We First Met eine romantische Komödie und mit Gänsehaut 2 – Gruseliges Halloween eine Horrorkomödie.
Sandel bereiste mehrfach den Nahen Osten, der auch zentraler Aspekt politischer Organisationen, denen er angehört, ist.

## Filmografie (Auswahl)
- 2005: West Bank Story (Kurzfilm)
- 2006: Wild West Comedy Show: 30 Days & 30 Nights – Hollywood to the Heartland (Dokumentarfilm)
- 2015: DUFF – Hast du keine, bist du eine (The Duff)
- 2018: When We First Met
- 2018: Gänsehaut 2 – Gruseliges Halloween (Goosebumps 2: Haunted Halloween)